# Bolbosoma brevicolle
Bolbosoma brevicolle är en hakmaskart som först beskrevs av Malm 1867.  Bolbosoma brevicolle ingår i släktet Bolbosoma och familjen Polymorphidae. Inga underarter finns listade i Catalogue of Life.